# Phakisa
Phakisa Freeway es un autódromo situado en Welkom, provincia del Estado Libre, Sudáfrica e inaugurado en octubre de 1999. El trazado principal mide 4.242 metros de longitud, y la variante corta 2.420 metros. Alrededor del circuito corto hay un óvalo de 2400 metros; su calle de boxes es la recta opuesta del trazado mixto, y ambos se pueden combinar.
Phakisa fue sede del Gran Premio de Sudáfrica de Motociclismo entre 1999 y 2004. Desde entonces, no ha recibido a categorías internacionales.